# II. Péter Delján
II. Péter Delján (1009 k., Magyarország – 1041. Bulgária), bolgár trónkövetelő.

## Élete
Édesapja Gavril Radomir bolgár cár, Sámuel bolgár cár és Ágota fia. Édesanyja Géza fejedelem és Sarolt leánya, Árpád-házi Judit. A bolgár források Маргьорита Унгарска (Magyar Margit) néven ismerik. A pár öt évig élt együtt, 1008-ban Radomir elűzte Péter Delján anyját, miközben az már gyermekét várta. Az ok valószínű az lehetett, hogy Ajtony legyőzése után a magyarok nem siettek a bolgárok segítségére katonai sereggel. Péter édesanyja hazatért Magyarországra. István bátyjától birtokokat kapott, itt szülte meg fiát, Deljánt (görögül Petrosz Deleanoszt).
A bolgár birodalom 1018-ban elbukott. Ezután a cárok csak néhány hónapra tudták megszerezni a trónt, amikor a lázadások éppen sikerre vittek. Péter Delján 1040-ben felkelést robbantott ki, ami azonban pár hónap múlva elbukott. 1041-ben csatában halt meg. Mások szerint Szalonikiben megvakították.